# Smoking Gun
«Smoking Gun» — песня, записанная американским блюзовым гитаристом и певцом Робертом Креем с его дебютного студийного альбома Strong Persuader, вышедшего 1986 году. Smoking Gun достиг второго места в хит-параде рок-музыки США (Hot Mainstream Rock Tracks) и получил номинацию на MTV Video Music Awards 1987 года.

## История
В 1986 году сингл дебютировал на № 88 и затем поднялся на № 22 в основном американском хит-параде Billboard Hot 100, пробыв в этом мультиформатном чарте 14 недель в 1986-1987 годах, а также достиг № 2 в Mainstream Rock.
Видеоклип «Smoking Gun» получил номинацию MTV Video Music Awards 1987 года в категории Лучшее видео дебютанта, а альбом получил Грэмми в категории Best Contemporary Blues Album - or Contemporary Blues Recording.

## Номинации и награды
| 1987                                      |           |
| «The Way It Is»                           |           |
| MTV Video Music Award for Best New Artist | Номинация |

## Чарты
| Чарт (1986-1987)                      | Высшая позиция |
| ------------------------------------- | -------------- |
| US Billboard Hot 100                  | 22             |
| US Mainstream Rock Tracks (Billboard) | 2              |